# Albert Glasser
Pour les articles homonymes, voir Glasser.
Albert « Al » Glasser, né le 25 janvier 1916 à Chicago (Illinois) et mort le 4 mai 1998 à Los Angeles (Californie), est un compositeur, chef d'orchestre, arrangeur, orchestrateur et acteur américain.

## Biographie
Albert Glasser étudie en particulier la composition et l'orchestration à l'université du Sud de la Californie, dont il ressort diplômé en 1934. L'année suivante (1935), il débute comme copiste à la Warner, puis est orchestrateur à la MGM.
À partir de 1941 et jusqu'en 1972, au sein de petites compagnies (comme la PRC), il compose des musiques pour plus de cent films américains de série B, entre autres dans les genres du western et de la science-fiction.
Mentionnons Le Créateur de monstres (en) (The Monster Maker) de Sam Newfield (1944, avec J. Carrol Naish et Ralph Morgan), J'ai tué Jesse James de Samuel Fuller (1949, avec Preston Foster et Barbara Britton), Valerie de Gerd Oswald (1957, avec Sterling Hayden et Anita Ekberg), ainsi que The Boy and the Pirates de Bert I. Gordon (1960, avec Murvyn Vye et Paul Guilfoyle).
Pour la télévision américaine, il collabore à l'intégrale (en 156 épisodes) de la série-western Cisco Kid (1950-1956, avec Duncan Renaldo dans le rôle-titre).
Observons également qu'il est acteur dans trois films américains, dont J'ai tué Jesse James précité (un petit rôle non crédité de musicien) et Zotz! de William Castle (1962, où il personnifie Nikita Khrouchtchev).  
En dehors de l'écran, Albert Glasser compose notamment un concerto pour violon et un autre pour contrebasse, deux préludes pour orchestre, le poème symphonique The Raven, une sonate pour alto et piano, ou encore un sextuor pour flûte, piano et quatuor à cordes.

## Filmographie partielle
(comme compositeur, sauf mention contraire ou complémentaire)

### Cinéma
- 1944 : Le Créateur de monstres (en) (The Monster Maker) de Sam Newfield
- 1945 : The Cisco Kid in Old New Mexico de Phil Rosen
- 1946 : Règlement de comptes à Abilene Town (Abilene Town) d'Edwin L. Marin
- 1947 : Philo Vance Returns de William Beaudine
- 1948 : Assigned to Danger d'Oscar Boetticher
- 1948 : In This Corner de Charles Reisner
- 1948 : Furie sauvage (en) (The Return of Wildfire) de Ray Taylor et Paul Landres (+ acteur : un guitariste)
- 1948 : L'Antre de la folie (Behind Locked Doors) de Oscar Boetticher
- 1949 : J'ai tué Jesse James (I Shot Jesse James) de Samuel Fuller (+ acteur : un musicien)
- 1950 : J'ai tué Billy le Kid (I Shot Billy the Kid) de William Berke
- 1951 : Tokyo dossier 212 (Tokyo File 212) de Dorrell et Stuart McGowan

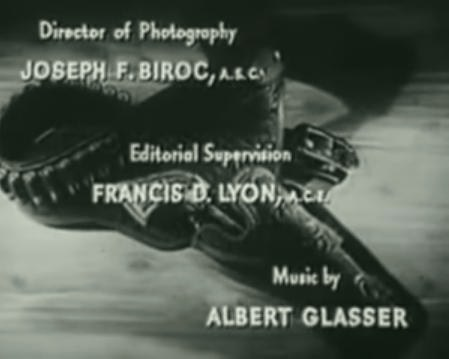
The Bushwhackers (1952) : extrait du générique de début

- 1952 : La Hyène du Missouri (The Bushwhackers) de Rodney Amateau
- 1953 : Les Flèches de feu (Captain John Smith and Pocahontas) de Lew Landers
- 1955 : Murder Is My Beat d'Edgar Georg Ulmer
- 1956 : Flight to Hong Kong de Joseph M. Newman
- 1956 : Please Murder Me de Peter Godfrey
- 1957 : Le Début de la fin (Beginning of the End) de Bert I. Gordon
- 1957 : Le Grand Coup (The Big Caper) de Robert Stevens
- 1957 : La Veuve et le Tueur (The Hired Gun) de Ray Nazarro
- 1957 : Bailout at 43,000 de Francis D. Lyon
- 1957 : The Saga of the Viking Women and Their Voyage to the Waters of the Great Sea Serpent de Roger Corman
- 1957 : Le Fantastique Homme colosse (The Amazing Colossal Man) de Bert I. Gordon
- 1957 : Valerie de Gerd Oswald
- 1958 : Jeunesse droguée (High School Confidential!) de Jack Arnold
- 1958 : Teenage Cave Man de Roger Corman
- 1958 : Un tueur se promène (Cop Hater) de William Berke
- 1958 : Attack of the Puppet People de Bert I. Gordon
- 1959 : Le Grand Damier (Night of the Quarter Moon) d'Hugo Haas
- 1959 : Les Beatniks (The Beat Generation) de Charles F. Haas
- 1960 : The Boy and the Pirates de Bert I. Gordon
- 1960 : Tormented, de Bert I. Gordon
- 1962 : Zotz! de William Castle (acteur) : Nikita Khrouchtchev
- 1962 :  Air Patrol (en) de Maury Dexter
- 1972 : The Cremators d'Harry Essex

### Télévision
- 1950-1956 : Série Cisco Kid (The Cisco Kid), saisons 1 à 6, 156 épisodes (intégrale)